# Мезенцево (Восточно-Казахстанская область)
Мезенцево (каз. Мезенцево) — упразднённое село в Урджарском районе Восточно-Казахстанской области Казахстана. Входило в состав Акшокинского сельского округа. Ликвидировано в 1998 г.

## География
Располагалось на ручье Майбулак на границе с Китаем, в 3 км к востоку от села Акшокы.

## Население
На карте 1967 г. в селе значатся 38 человек.